# Pasquale Prunas
Pasquale Prunas (* 10. Februar 1924 in Cagliari; † 12. August 1985 in Rom) war ein italienischer Journalist, Fotograf und Dokumentarfilmer.

## Leben
Prunas begann 1945 als Journalist. Fast zwei Jahre lang war er Chefredakteur der Zeitschrift „Sud“, die er zusammen mit Freunden gegründet hatte und in der er unter anderem Werke von Patroni Griffi, Sartre und Rocco Scotellaro erstveröffentlichte. Nach seiner Übersiedlung nach Mailand arbeitete er für Il Messaggero, dann für die 1953 von ihm gegründeten Le Ore und schließlich für den Fernsehsender RTI.
Als Dokumentarfilmer legte er 1961 ein Werk über Benito Mussolini vor und nach einer kurzen China-Dokumentation zwei Jahre später die Reportage Italiani come noi. Für den Bildschirm schrieb er auch einige Fernsehepisoden von Serien.
Anna Maria Ortese veröffentlichte ihren Briefwechsel mit Prunas im Jahr 2006.

## Filmografie
- 1961: Der Duce – Cäsar Benito Mussolini (Benito Mussolini)
- 1962: I tamburi di Cina (Kurzfilm)
- 1963: Italiani come nou